# Alton McClain and Destiny
Alton McClain and Destiny è stato un gruppo musicale di genere disco music formato da tre ragazze: Alton McClain, Marie Warren e Robyrda Stiger.
Lavorarono dall'esordio avvenuto nel 1978 con la Polydor Records, e il loro album di debutto fu prodotto da Frank Wilson. Pochi mesi dopo, nel 1979, il brano principale fu ri-intitolato It Must Be Love e divenne il loro maggiore successo.
Più tardi la McClain sposò Skip Scarborough e continuò a lavorare come cantante gospel: produsse gli album God's Woman nel 1995 e Renaissance nel 2005. D'altro canto, la Stiger e la Warren iniziarono la collaborazione con l'etichetta Epic, variando il nome del gruppo in Krystol.

## Discografia

### Album in studio
Come Alton McClain and Destiny
- 1978 - Alton McClain & Destiny (Polydor) (ripubblicato nel 1979 con il titolo It Must Be Love)
- 1979 - More of You (Polydor)
- 1981 - Gonna Tell the World (Polydor)

Come Krystol
- 1984 - Gettin' Ready (Epic)
- 1985 - Talk of the Town (Epic)
- 1986 - Passion from a Woman (Epic)
- 1989 - I Suggest U Don't Let Go (Epic)

### Singoli
Come Alton McClain and Destiny
- 1979 - Crazy Love
- 1979 - My Empty Room
- 1979 - It Must Be Love
- 1979 - Sweet Temptation
- 1980 - Thank Heaven for You
- 1980 - You Bring to Me My Morning Light
- 1980 - Love Waves
- 1980 - I Don't Want to Be With Nobody Else
- 1981 - My Destiny

Come Krystol
- 1984 - After the Dance Is Through
- 1984 - Information
- 1984 - Nobody's Gonna Get This Lovin' but You
- 1984 - Same Place, Same Time
- 1984 - You're the One for Me
- 1984 - You Ask Too Much
- 1985 - Talk of the Town
- 1985 - Love Is Like an Itching in My Heart
- 1985 - The Things That Men Do
- 1985 - Shattered Glass
- 1986 - Precious, Precious
- 1986 - Passion from a Woman
- 1986 - I Might Fall in Love with You
- 1988 - Don't Let Go